# Keresztények a melegekért
A Keresztények a melegekért mozgalmat (KerMel) 2015-ben heteroszexuális keresztények hívták életre. A csoport első ízben a 2015-ös Budapest Pride felvonuláson jelent meg, hogy elfogadó üzeneteket közvetítsenek az LMBT+ közösség tagjai felé. 

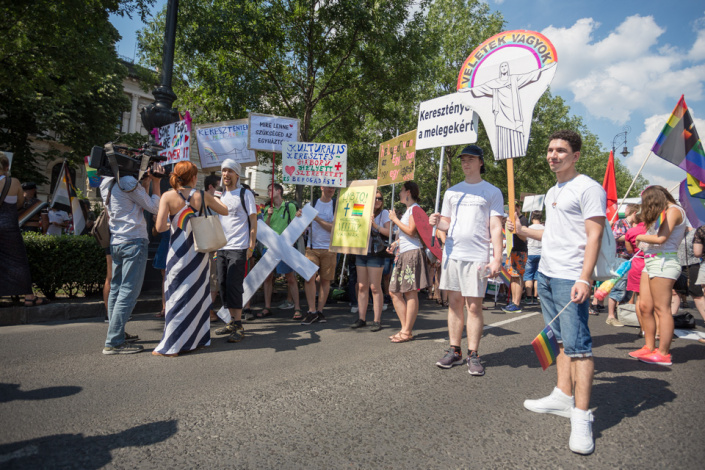
A KerMel tagjai a 2016-os Pride-on

## A Keresztények a melegekért célkitűzései
A kezdeményezés elsődleges célja, hogy elősegítse és fenntartsa a párbeszédet a keresztény közösségek és az LMBT+ emberek között. A KerMel a személyes találkozások erejében hisz, és hogy egymás elfogadásához egymás megismerésén és megértésén keresztül vezet az út.  Így a mozgalom tevékenységei főként arra irányulnak, hogy a keresztény és a meleg közösségekhez tartozó embereket egy asztalhoz ültessék.  
A csoportnak nem célja, hogy egy univerzális választ adjon teológiai kérdésekre, inkább az együtt gondolkodásra biztat mindenkit, mert a keresztény közösségekben is a vita és a párbeszéd kultúráját szeretné támogatni. 
A mozgalom informális csoportként tevékenykedik, a felekezeti sokféleség jellemzi és befogadó minden világnézetű, származású, szexuális orientációjú csoport felé. 

## A KerMel fő tevékenységei
A csoport céljainak elérése érdekében szervezett már vitaesteket, csoportbeszélgetéseket, és fogadott el meghívást hasonló eseményekre, és rendszeresen részt vesz a Budapest Pride kulturális fesztivál eseményein, évente bővülő programkínálattal. 

## Élő könyvtár programok
A KerMel hívott életre élő könyvtárat is, ahol LMBTQ-elfogadó lelkészek, teológusok, hittanárok, meleg keresztény hívők, LMBTQ emberek egyházi közösségekbe való befogadását támogató heteroszexuális keresztény hívek vannak jelen és elérhetőek egy-egy személyes beszélgetésekre. Ezek a beszélgetések lehetőséget adnak az érdeklődők számára, hogy megismerjék meleg keresztény, vagy melegeket befogadó keresztény emberek látásmódját és személyes történeteit, amik alapján ezek a látásmódok kialakultak.

## Tudásmegosztás és tapasztalatcsere
A KerMel tagjai releváns tapasztalatokkal rendelkeznek a keresztény közegben az LMBT+ személyek befogadása vagy kirekesztése körül felmerülő kérdésekről. Sok melegkereszténnyel lévén kapcsolatban sok történetet ismernek kirekesztésről, befogadásról, és arról is, hogyan lehetséges működtetni egy sokszínű, befogadó gyülekezetet. LMBT befogadó lelkészekkel és teológusokkal ápolt jó kapcsolat révén a kérdés teológiai vonatkozásaival is tisztában vannak, szívesen osztanak meg másokkal ezzel kapcsolatos irodalmat, videókat és más tartalmakat. Ezen túl bármely keresztény közösségnek tartanak foglalkozásokat, melyek során a korábban elméleti kérdésként kezelt „LMBT-ügyet” húsvér melegkeresztények történetein keresztül hozzák közelebb az érdeklődőkhöz. Illetve van olyan programjuk is (Kerülj beljebb, ha tudsz! interaktív játék), ami ennél általánosabban foglalkozik a kirekesztéssel, a mássághoz való viszonyulásaink megélésével.
2018 júniusában a KerMel a Pride hónap keretében inkluzív Istentiszteletet is szervezett. 